# Rustam Țînea
Rustam Grigorovici Țînea (n. 17 iunie 1991, Odesa, URSS) este un fotbalist aflat sub contract cu Sheriff.